# William Shenstone

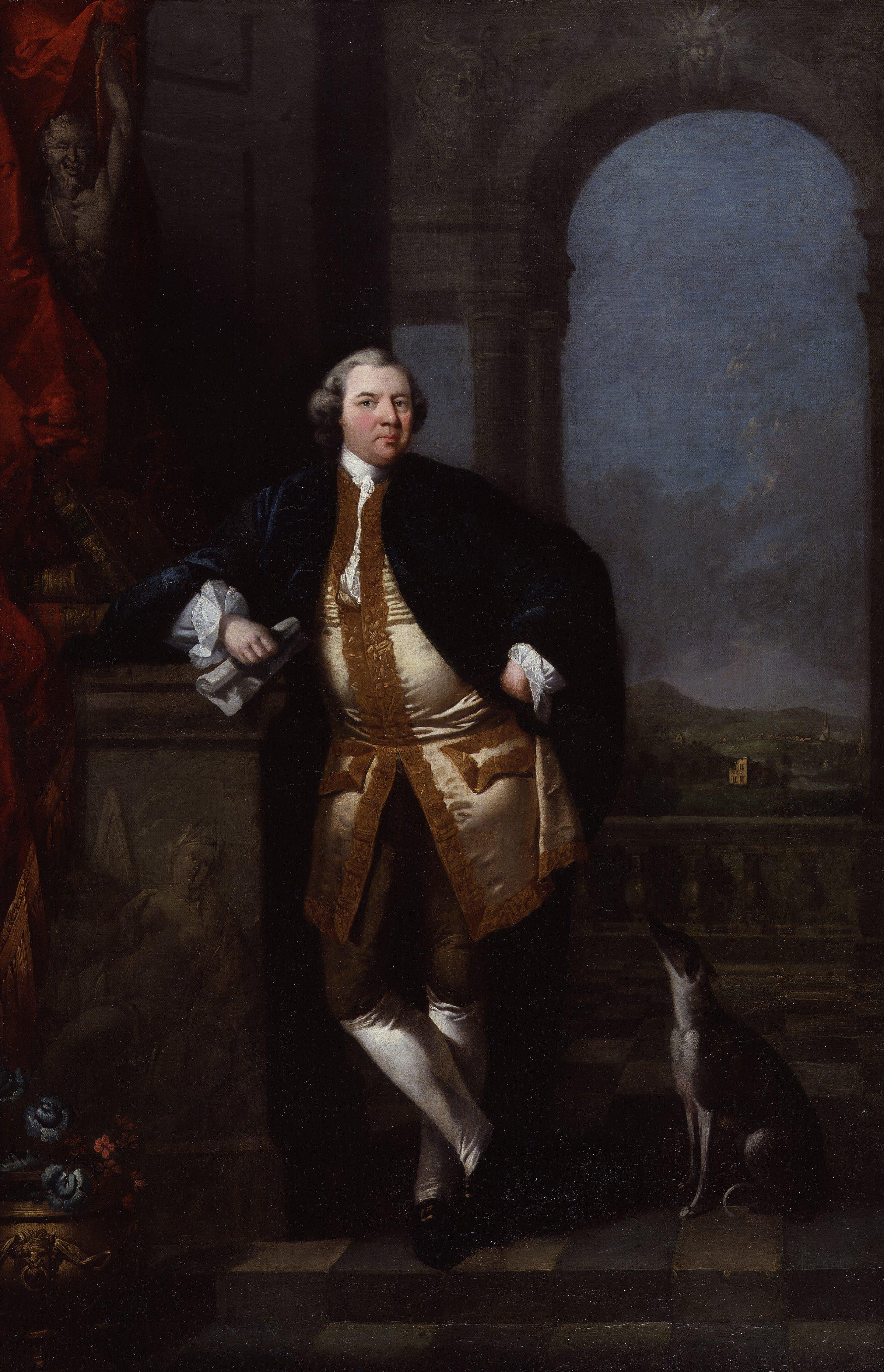
Shenstone retratado por Edward Alcock en 1760

William Shenstone (18 de noviembre de 1714 - 11 de febrero de 1763) fue un poeta inglés y uno de los primeros practicantes de la jardinería paisajística a través del desarrollo de su finca, The Leasowes, en el condado de Shropshire, Inglaterra.
Hijo de Thomas Shenstone y Ann Penn, nació en el pazo de Leasowes e inició los estudios en la Escuela de Gramática en Halesowen, de donde pasó Solihull School, y el Pembroke College de la Universidad de Oxford en 1732. Publicó su primera colección de poemas en 1737. En 1745 heredó el patrimonio familiar donde realizó diversos proyectos de paisajismo que llegarían a hacerle más famoso que su obra poética. Murió, arruinado, en 1763 a la edad de 49 años.
Entre su rancia obra, pueden citarse: Poemas en varias ocasiones, escritos para el entretenimiento del autor (1737); El juicio de Hércules (1741) y 
The Works in Verse and Prose of William Shenstone, publicado tras su muerte (1764-1769, 3 vols).